# Marcel Escoffier
Marcel Delphin Escoffier (Monaco, 29 novembre 1910 – Ariccia, 9 gennaio 2001) è stato un costumista monegasco con cittadinanza francese.

## Biografia
Dopo gli studi all'École nationale supérieure des arts décoratifs, Marcel Escoffier iniziò a lavorare al cinema nel 1939. Nel corso della sua carriera, che abbracciò cinque decenni, disegnò i costumi per film diretti da alcuni dei maggiori nomi del cinema europeo, tra cui Jean Cocteau, Luchino Visconti e Vittorio De Sica.
Gli anni sessanta lo videro impegnato in una proficua collaborazione con Franco Zeffirelli, per cui Escoffier disegnò i costumi di quattro allestimenti di opere liriche: Tosca alla Royal Opera House con Maria Callas e Tito Gobbi (1964), Norma all'Opéra di Parigi con la Callas (1964),  La Bohème alla Scala con Mirella Freni e la direzione musicale di Herbert von Karajan (1965) e La figlia del reggimento alla Metropolitan Opera House con Joan Sutherland e Luciano Pavarotti. Sempre durante gli anni sessanta lavorò a Broadway come costumista de La signora delle camelie, per cui ottenne una candidatura al Tony Award ai migliori costumi.
Nel 1977 lavorò per l'ultima volta con Zeffirelli, disegnando i costumi per il quarto episodio di Gesù di Nazareth.

## Filmografia parziale

### Cinema
- Tre valzer (Les trois valses), regia di Ludwig Berger (1938)
- Il diavolo va in collegio, regia di Jean Boyer (1943)
- Carmen, regia di Christian-Jaque (1945)
- La bella e la bestia (La Belle et la Bête), regia di Jean Cocteau e René Clément (1946)
- L'idiota (L'idiot), regia di Georges Lampin (1946)
- Rocambole, regia di Jacques de Baroncelli (1947)
- Ruy Blas, regia di Pierre Billon (1948)
- I genitori terribili (Les parents terribles), regia di Jean Cocteau (1948)
- Il segreto di Mayerling (Le secret de Mayerling), regia di Jean Delannoy (1949)
- Orfeo (Orphée), regia di Jean Cocteau (1950)
- Dio ha bisogno degli uomini (Dieu a besoin des hommes), regia di Jean Delannoy (1950)
- Naso di cuoio (Nez de cuir), regia di Yves Allégret (1951)
- Fanfan la Tulipe, regia di Christian-Jaque (1952)
- Violette imperiali (Violetas imperiales), regia di Richard Pottier (1952)
- La belle de Cadix, regia di Raymond Bernard e Eusebio Fernández Ardavín (1953)
- Lucrezia Borgia (Lucrèce Borgia), regia di Christian-Jaque (1953)
- Destini di donne (Destinées), regia di Marcello Pagliero, Jean Delannoy e Christian-Jaque (1954)
- La bella Otero (La Belle Otero), regia di Richard Pottier (1954)
- Senso, regia di Luchino Visconti (1954)
- Madame du Barry, regia di Christian Jaque (1954)
- Andrea Chénier, regia di Clemente Fracassi (1955)
- Lola Montès, regia di Max Ophüls (1955)
- Nanà (Nana), regia di Christian-Jaque (1955)
- Michele Strogoff, regia di Carmine Gallone (1956)
- Le donne degli altri (Pot Bouille), regia di Julien Duvivier (1957)
- I miserabili (Les misérables), regia di Jean-Paul Le Chanois (1958)
- La notte brava, regia di Mauro Bolognini (1959)
- Il sangue e la rosa (Et mourir de plaisir), regia di Roger Vadim (1960)
- La principessa di Cléves (La Princesse de Cléves), regia di Jean Delannoy (1961)
- Madame Sans-Gêne, regia di Christian-Jaque (1961)
- Gli indifferenti, regia di Alberto Moravia (1964)
- Lady L, regia di Peter Ustinov (1965)
- Sette volte donna, regia di Vittorio De Sica (1967)
- Il padre di famiglia, regia di Nanni Loy (1967)
- Mayerling, regia di Terence Young (1968)
- Gli sposi dell'anno secondo (Les Mariés de l'an II), regia di Jean-Paul Rappeneau (1971)
- Il viaggio, regia di Vittorio De Sica (1974)

### Televisione
- Gesù di Nazareth - miniserie TV, regia di Franco Zeffirelli (1977)